# Carex tapintzensis
Carex tapintzensis är en halvgräsart som beskrevs av Adrien René Franchet. Carex tapintzensis ingår i släktet starrar, och familjen halvgräs. Inga underarter finns listade i Catalogue of Life.